# 卡纳里
卡纳里（法語：Canaries）是加勒比海島國聖盧西亞昂斯拉雷區的一個村莊，位於該島西南海岸，昂斯拉雷和蘇弗里耶爾之間，該城鎮由法國人建立於18世紀，得名於美洲印第安語中指烹飪鍋的Kanawe一詞，2005年人口1,862人。